# Diglossa sittoides
Fura-flor-ferrugíneo (Diglossa sittoides) é uma espécie de ave da família Fringillidae.
Pode ser encontrada nos seguintes países: Argentina, Bolívia, Colômbia, Equador, Peru e Venezuela.
Os seus habitats naturais são regiões subtropicais ou tropicais húmidas de alta altitude, matagal tropical ou subtropical de alta altitude e florestas secundárias altamente degradadas.